# Сент-Патрик, Мэттью
Мэ́ттью Сент-Па́трик (англ. Mathew St. Patrick; 17 марта 1968, Филадельфия, Пенсильвания, США) — американский актёр и кинопродюсер.

## Биография и карьера
Мэттью Сент-Патрик родился 17 марта 1968 года в Филадельфии (штат Пенсильвания, США), где и вырос. Отец Сент-Патрика, Кертис, был продавцом-предпринимателем, а мать, Бренда, учительницей начальных классов. У него есть два брата и сестра. Был членом команды гонщиков при Средней школе в Олни, но окончил Шотландскую школу для детей ветеранов в Скотленде, штат Пенсильвания, в 1986 году, последнюю оставшуюся школу для детей военных ветеранов в Соединённых Штатах.
После окончания средней школы он жил в Нью-Йорке, а затем, в течение восьми лет, в Чикаго, где работал продавцом в доставке Coca-Cola, UPS, мебельного магазина и Union Pacific Railroad.
В 1994 году Сент-Патрик переехал в Лос-Анджелес, чтобы начать актёрскую карьеру. В Лос-Анджелесе он сначала работал персональным тренером, затем, в 1996 году, присоединился к труппе The West Coast Theatre. Сыграв с тех пор десятки ролей в театре, кино и на телевидении, остаётся наиболее известным по роли Кита Чарльза в культовом телесериале HBO «Клиент всегда мёртв» (2001—2005), за которую стал лауреатом и номинантом нескольких премий.
У Сент-Патрика есть сын Томми (род. 1995).

## Избранная фильмография
| Год       |    | Русское название                    | Оригинальное название             | Роль                                            |
| --------- | -- | ----------------------------------- | --------------------------------- | ----------------------------------------------- |
| 1996—1998 | с  | Полиция Нью-Йорка                   | NYPD Blue                         | Рикки / Марвин Ливингстоун                      |
| 1997      | с  | Главный госпиталь                   | General Hospital                  | Детектив Маркус Таггарт №2                      |
| 1997      | с  | Беверли-Хиллз, 90210                | Beverly Hills, 90210              | Официальный представитель баскетбольной команды |
| 1997      | с  | Диагноз: убийство                   | Diagnosis: Murder                 | Хоуи Ланье                                      |
| 1998—2000 | с  | Все мои дети                        | All My Children                   | Эдриан Суорд                                    |
| 2001—2005 | с  | Клиент всегда мёртв                 | Six Feet Under                    | Кит Чарльз                                      |
| 2004      | мс | Дэнни-призрак                       | Danny Phantom                     | Скалкер                                         |
| 2004      | мс | Расследование Джордан               | Crossing Jordan                   | Уильям Эйвери                                   |
| 2006      | с  | Закон и порядок: Специальный корпус | Law & Order: Special Victims Unit | Родди Франклин                                  |
| 2007      | ф  | Война                               | War                               | Вик                                             |
| 2008      | ф  | Лунатизм                            | Sleepwalking                      | Детектив №1                                     |
| 2009      | с  | Частная практика                    | Private Practice                  | Малкольм                                        |
| 2009      | с  | Морская полиция: Лос-Анджелес       | NCIS: Los Angeles                 | Бобби Джей Дженлоу                              |
| 2009—2010 | с  | Спасите Грейс                       | Saving Grace                      | Том Харрис                                      |
| 2013      | с  | Доктор Эмили Оуэнс                  | Emily Owens, M.D.                 | Джон Колдер                                     |
| 2013      | с  | Морская полиция: Спецотдел          | NCIS                              | Детектив Билл Шард                              |
| 2014      | с  | Сыны анархии                        | Sons of Anarchy                   | Моузес Картрайт                                 |
| 2017      | с  | Гавайи 5.0                          | Hawaii Five-0                     | Джон Беррис                                     |